# Mariano Benlliure
Mariano Benlliure y Gil (n. 8 septembrie 1862, Valencia, Comunitatea Valenciană, Spania – d. 9 noiembrie 1947, Madrid, Noua Castilie⁠(d), Spania) a fost un sculptor spaniol, care a executat numeroase monumente publice și sculpturi religioase în Spania, lucrând într-un stil realist eroic.

## Opere

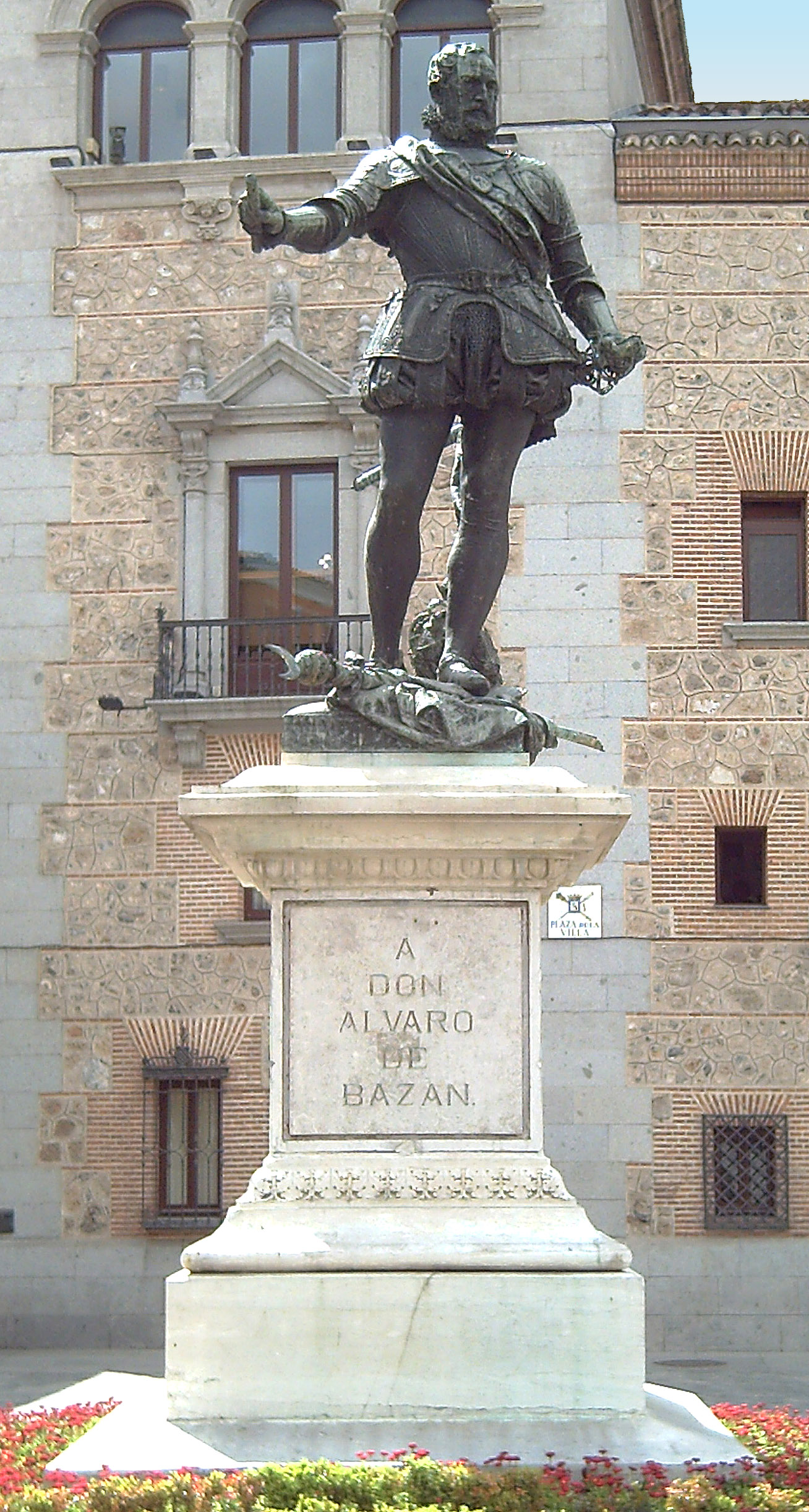
Monument dedicat lui Álvaro de Bazán, 1891 (Madrid)
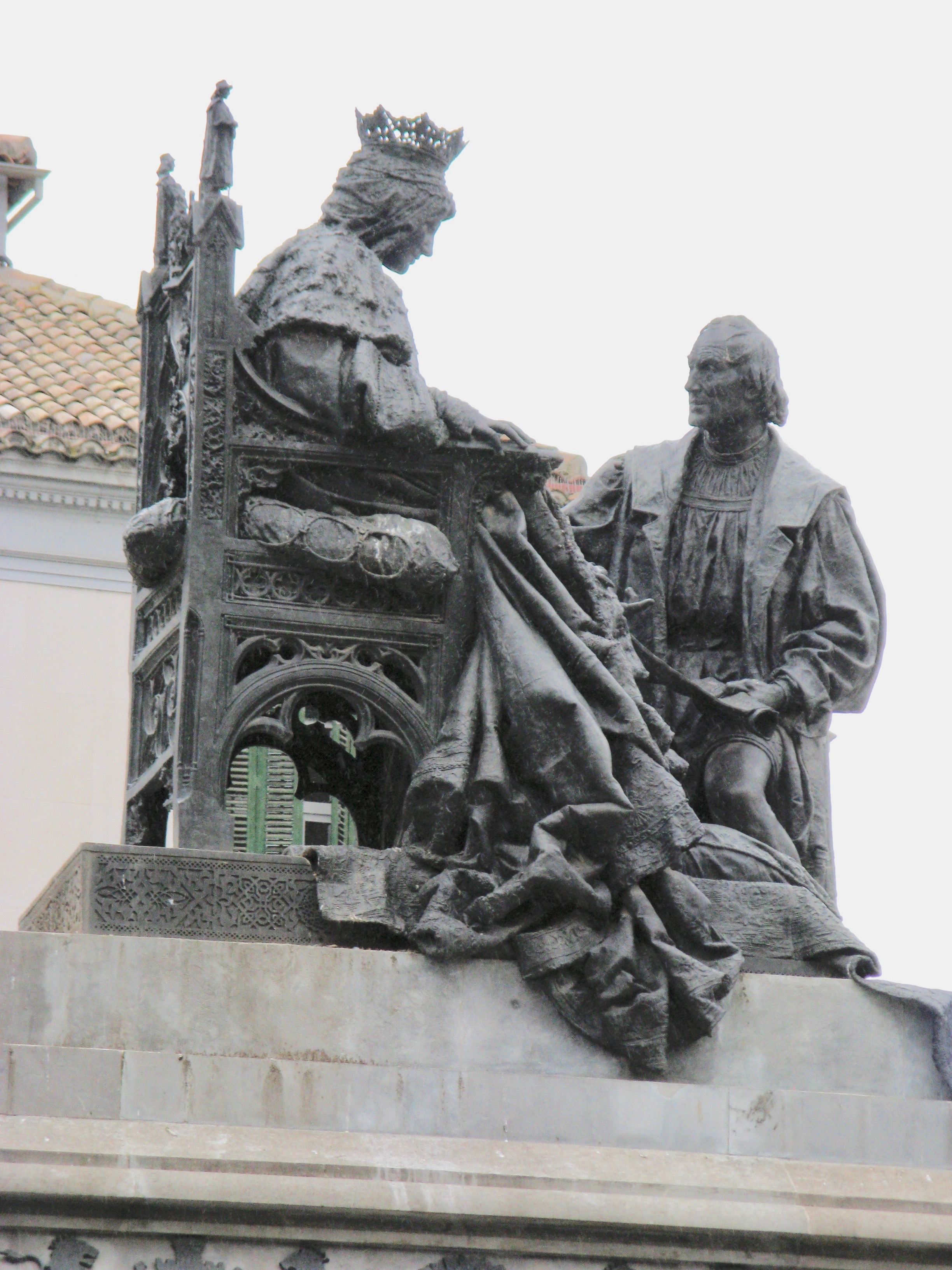
Monument dedicat Isabelei I a Castiliei și lui Cristofor Columb, 1892 (Granada)
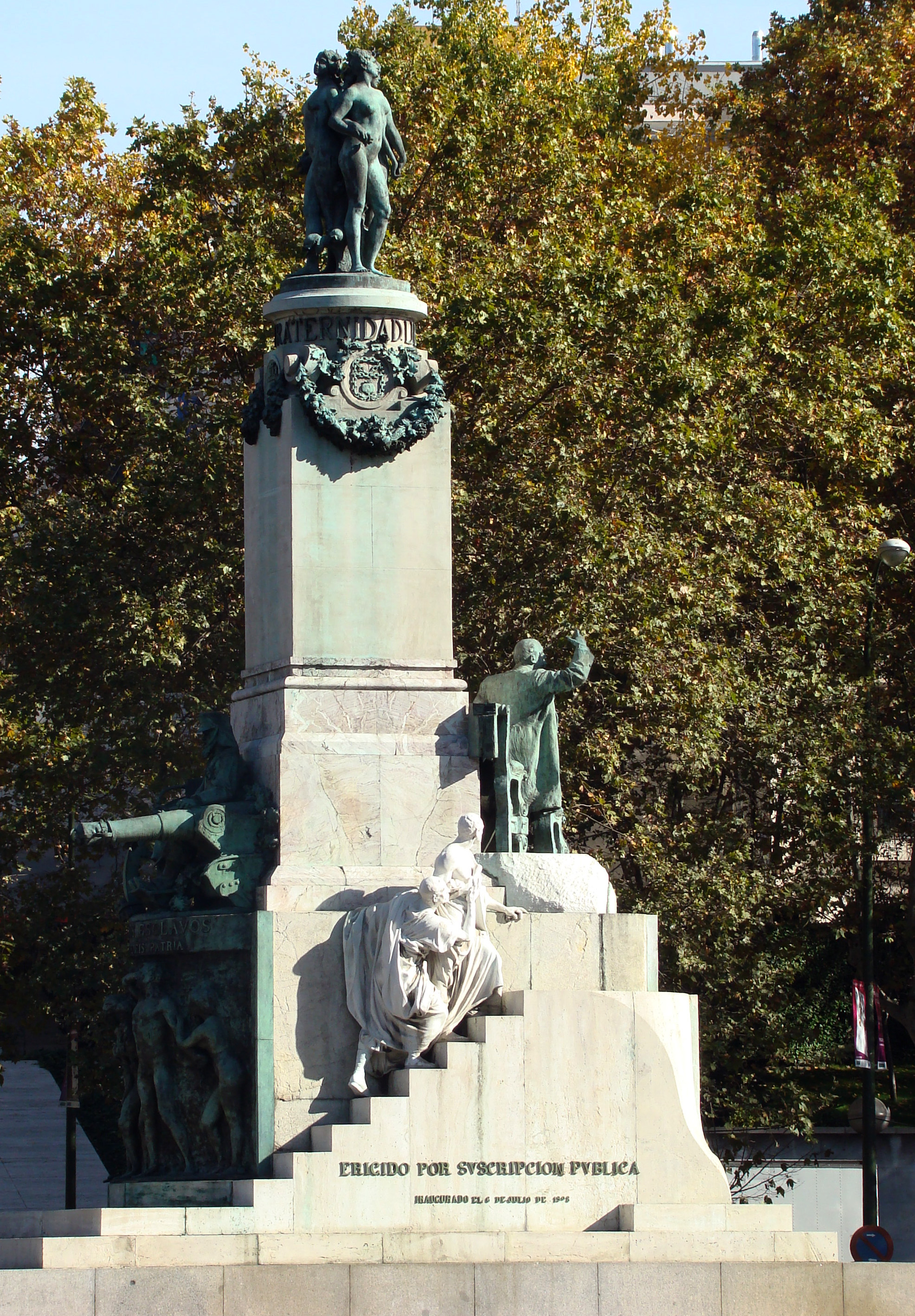
Monument dedicat lui Emilio Castelar, 1908 (Madrid)
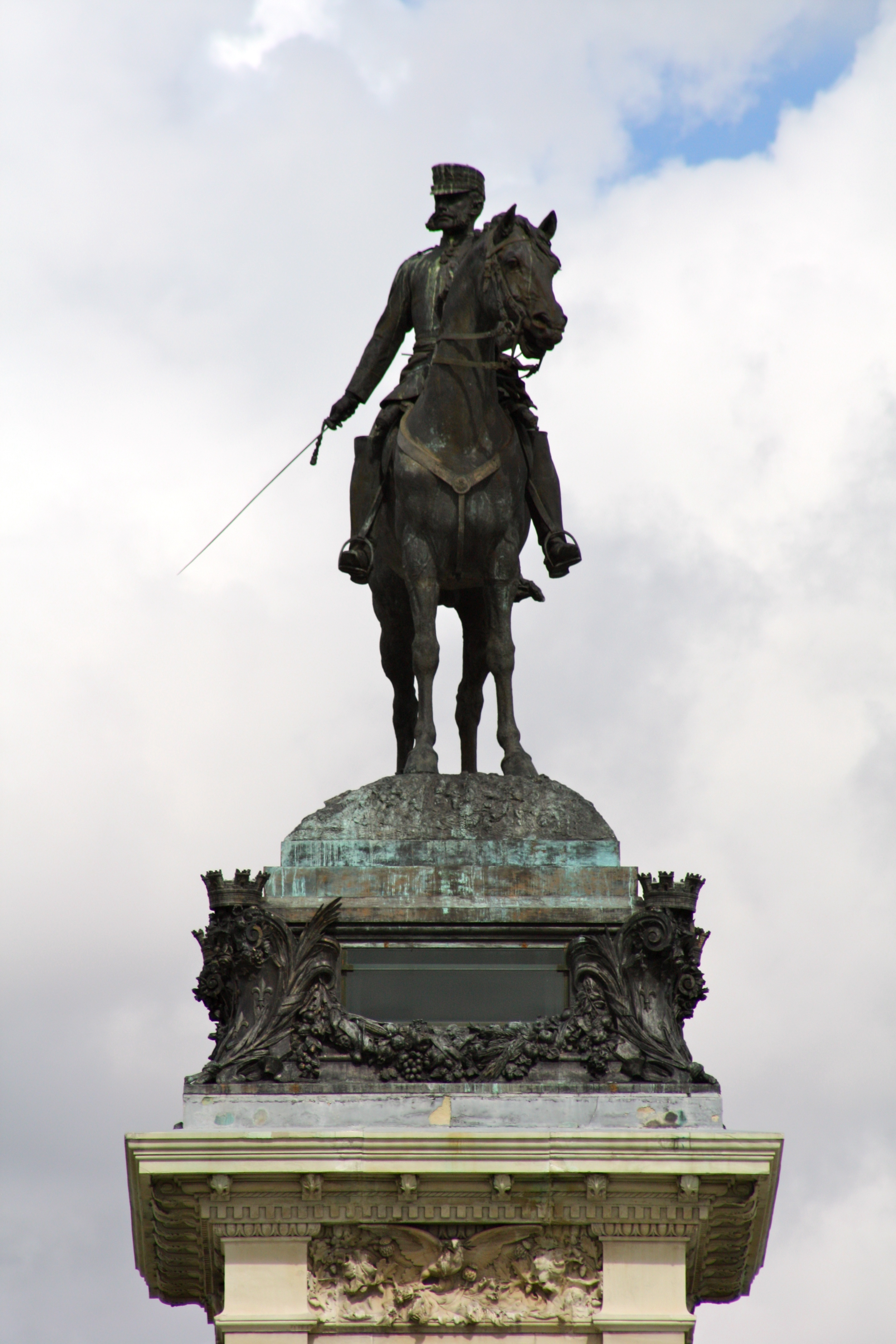
[[Monument to Alfonso XII|Statuia regelui Alfonso al XII-lea, 1928 (Madrid)
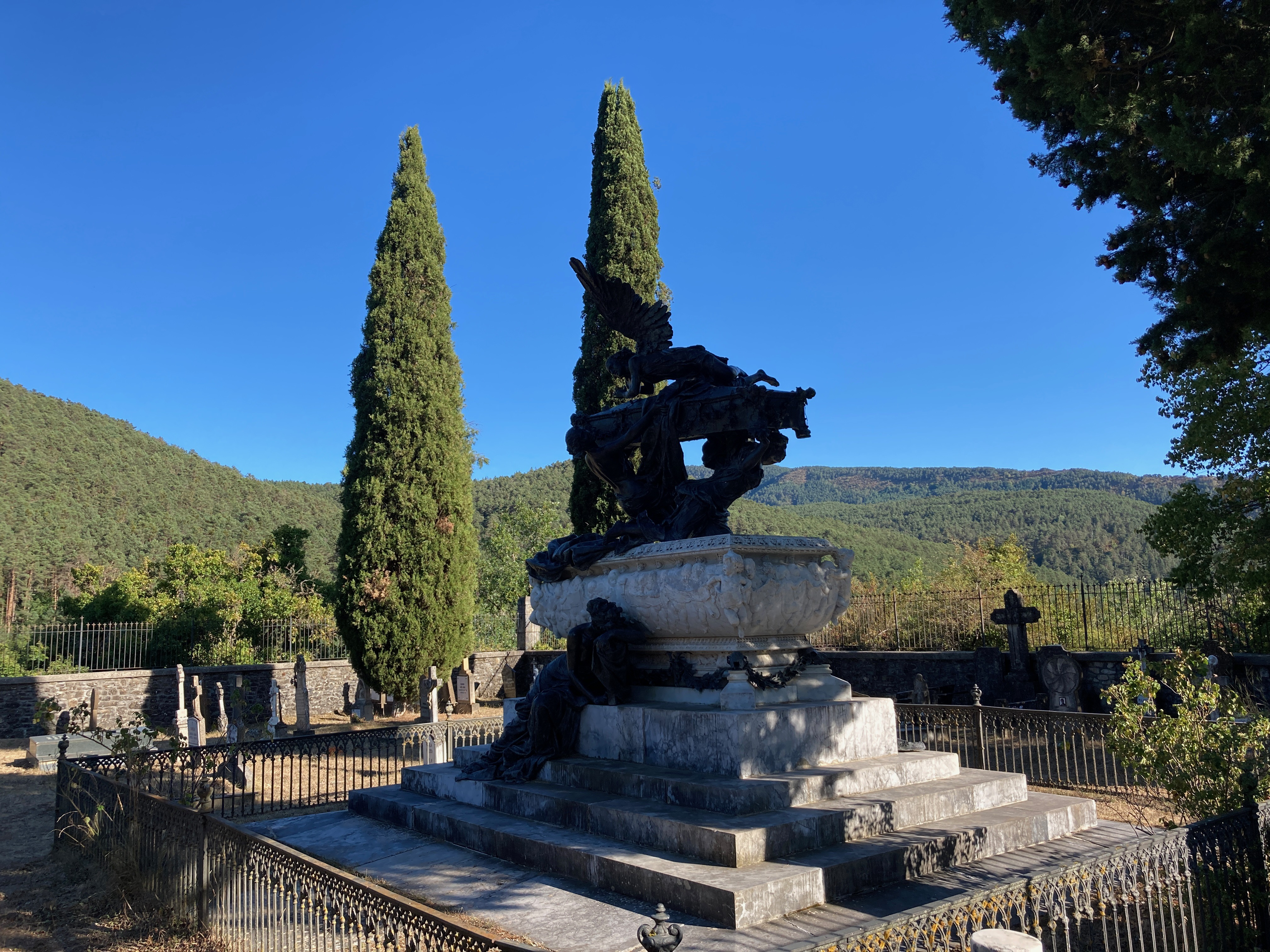
Mausoleul lui Julián Gayarre